# Poikilogyne cordifolia
Poikilogyne cordifolia är en tvåhjärtbladig växtart som först beskrevs av Célestin Alfred Cogniaux, och fick sitt nu gällande namn av Rudolf Mansfeld. Poikilogyne cordifolia ingår i släktet Poikilogyne och familjen Melastomataceae. Utöver nominatformen finns också underarten P. c. ledermannii.